# Ferdinand Ochsenheimer
Ferdinand Ochsenheimer (17. březen 1767, Mohuč – 2. listopad 1822, Vídeň) byl německý herec, spisovatel a entomolog, věnující se lepidopterologii. Umělecké a divadelní veřejnosti je znám spíše pod pseudonymem Theobald Unklar.

## Život

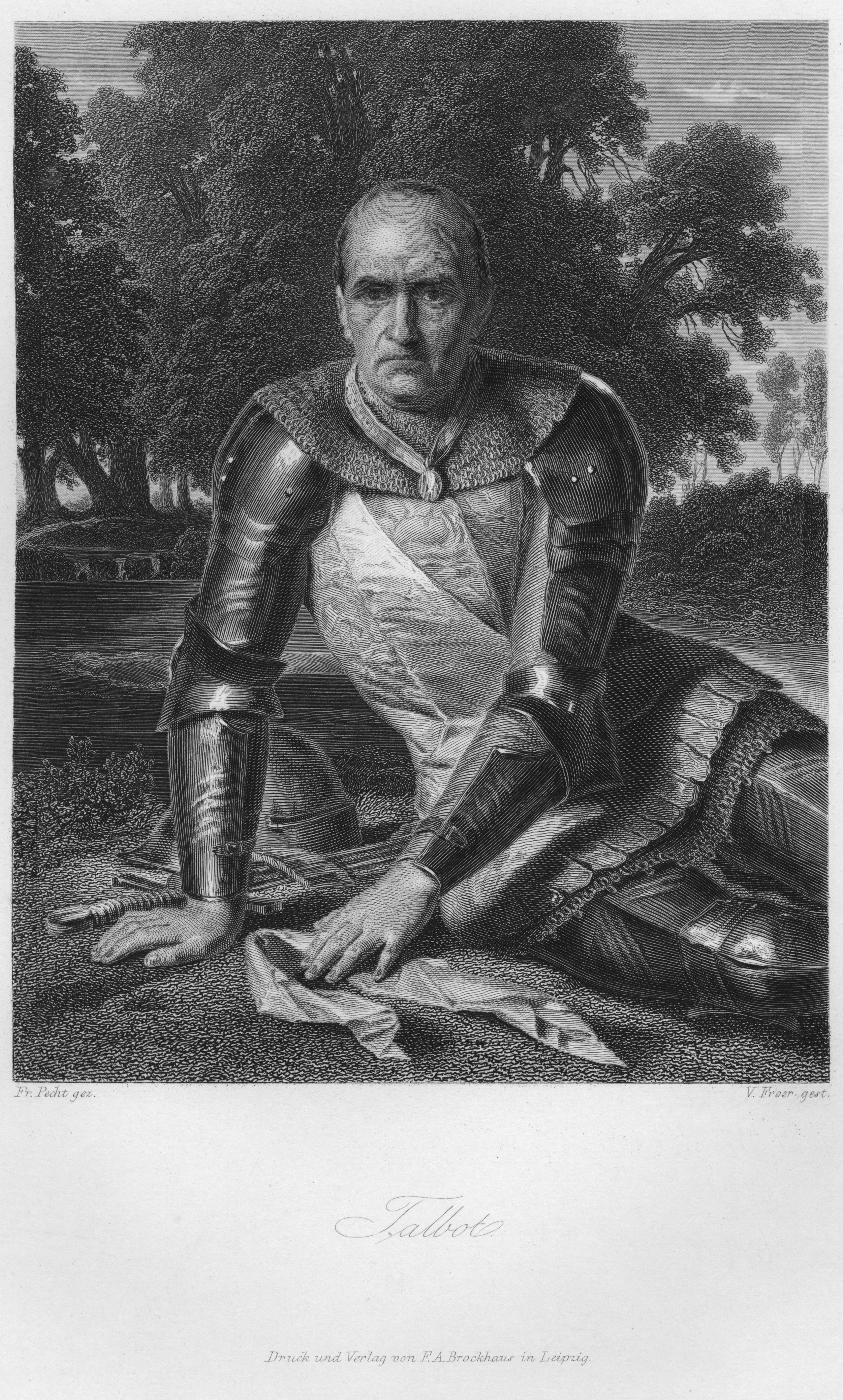
Ferdinand Ochsenheimer jako Talbot v Schillerově hře Panna Orleánská (rytina z Schiller-Galerie von Froer nach Pecht, 1859)

Ferdinand Ochsenheimer se narodil v Mohuči (Porýní-Falc) v Německu.
Po skončení základního vzdělání studoval na univerzitě v Mohuči, kde promoval jako doktor filozofie. Zpočátku působil jako herec v Mannheimu, později v Lipsku a pak v Drážďanech. Od roku 1807 působil jako velmi vzdělaný a významný dvorní divadelní herec ve Vídni, kde patřil k vysoce uznávaným umělcům. Byl v přátelském vztahu i s německým spisovatelem a básníkem Johannem Wolfgangem Goethem (1749-1832), který se také zabýval hmyzem, jako svým koníčkem. Kromě své umělecké kariéry je znám hlavně jako významný a ve své době jeden z nejznámějších evropských entomologů. Spolupracoval s mnoha významnými entomology, např. s Georgem Friedrichem Treitschkem (1776-1842), který po Ochsenheimerovi zdědil i jeho významnou sbírku hmyzu, která obsahovala v té době velmi vzácně sbírané drobné motýly – Microlepidoptera.
Ferdinand Ochsenheimer byl spolupracovníkem a členem spolku: „Gesellschaft naturforschender Freunde in Berlin“, ale i jiných přírodovědně zaměřených spolků.
Během svého života popsal následující druhy hmyzu: např. z čeledi Sesiidae: Synansphecia doryliformis Ochsenheimer, 1808, Chamaesphecia euceraeformis Ochsenheimer, 1816, Synanthedon cephiformis Ochsenheimer, 1808, z čeľade Noctuidae Anicla infecta Ochsenheimer, 1816, z čeľade Hesperiidae Muschampia proto Ochsenheimer, 1808, z čeľade Sphingidae: Hyles (Sphinx) zygophylli Ochsenheimer, 1808. Z denných motýlů např.: Zygaena transalpina ssp. angelicae Ochsenheimer, 1808, Zygaena dorycnii Ochsenheimer, 1808, Thymelicus lineola Ochsenheimer, 1808, lolana iolas Ochsenheimer, 1816 a mnoho jiných.
Z rodů (Genus) popsal např. rod Aglia Ochsenheimer, 1810, Endromis Ochsenheimer, 1810, Gastropacha Ochsenheimer, 1810, Harpyia Ochsenheimer, 1810, Notodonta Ochsenheimer, 1810, Pygaera Ochsenheimer, 1810, Anarta Ochsenheimer, 1816 Mythimna Ochsenheimer, 1816, Zerynthia Ochsenheimer, 1816, Charaxes Ochsenheimer, 1816 a mnohé další.
Na jeho počest byl jeho jménem pojmenován rod Ochsenheimeria Hübner, 1825 (Ypsolophidae), jakož několik druhů nebo poddruhů hmyzu: Pieris ochsenheimeri Staudinger, 1886, Zygaena ochsenheimeri Zeller, 1847, Euploea ochsenheimeri Moore, 1857, Nemophora ochsenheimerella (Hübner, 1813), Pammene ochsenheimeriana (Lienig & Zeller, 1846) a další.
Pro entomologickou veřejnost má význam hlavně jeho obrovské celoživotní dílo, které vycházelo na pokračování v Lipsku asi 27 let v deseti částech pod obecně známým názvem: „Die Schmetterlinge von Europa“.
Jeho sbírka hmyzu (motýli z území Evropy) byla uložena od roku 1823 v Maďarskem národním muzeu v Budapešti, kde byla roku 1838 během velké povodně z větší části zcela zničena.